# Морогоро (регион)
Вижте пояснителната страница за други значения на Морогоро.
Морогоро е един от 26-те региона на Танзания. Разположен е в източната част на страната. Площта на региона е 70 799 км². Населението му е 2 218 492 жители (по преброяване от август 2012 г.). Столица на региона е град Морогоро.
На територията на региона, върху 3230 км² е разположен Националният парк Микуми, един от 16-те национални парка в страната.

## Окръзи
Регион Морогоро е разделен на 6 окръга: Мвомеро, Килоса, Киломберо, Уланга, Морогоро - градски и Морогоро - селски.